# Lindeboom Pilsener
Lindeboom Pilsener is een Nederlands pilsbier welke sinds 1870 wordt gebrouwen bij Bierbrouwerij Lindeboom in Neer.
Het is een ondergistend, goudgeel bier met een alcoholpercentage van 5,0%.